# Karojba
Karojba (em italiano:  Caroiba ou Caroiba del Subiente) é um município da Croácia, situado no condado da Ístria. Tem 34,71 km² de área e sua população em 2011 foi estimada em 1.438 habitantes.